# Bangor (wieś w stanie Wisconsin)
Bangor – wieś w Stanach Zjednoczonych, w stanie Wisconsin, w hrabstwie La Crosse.